# Goura couronné
Goura cristata
Espèce
Statut de conservation UICN

 VU A2cd+3cd+4cd : Vulnérable
Statut CITES
Le Goura couronné (Goura cristata) est une espèce d'oiseaux de la famille des Columbidae.

## Description

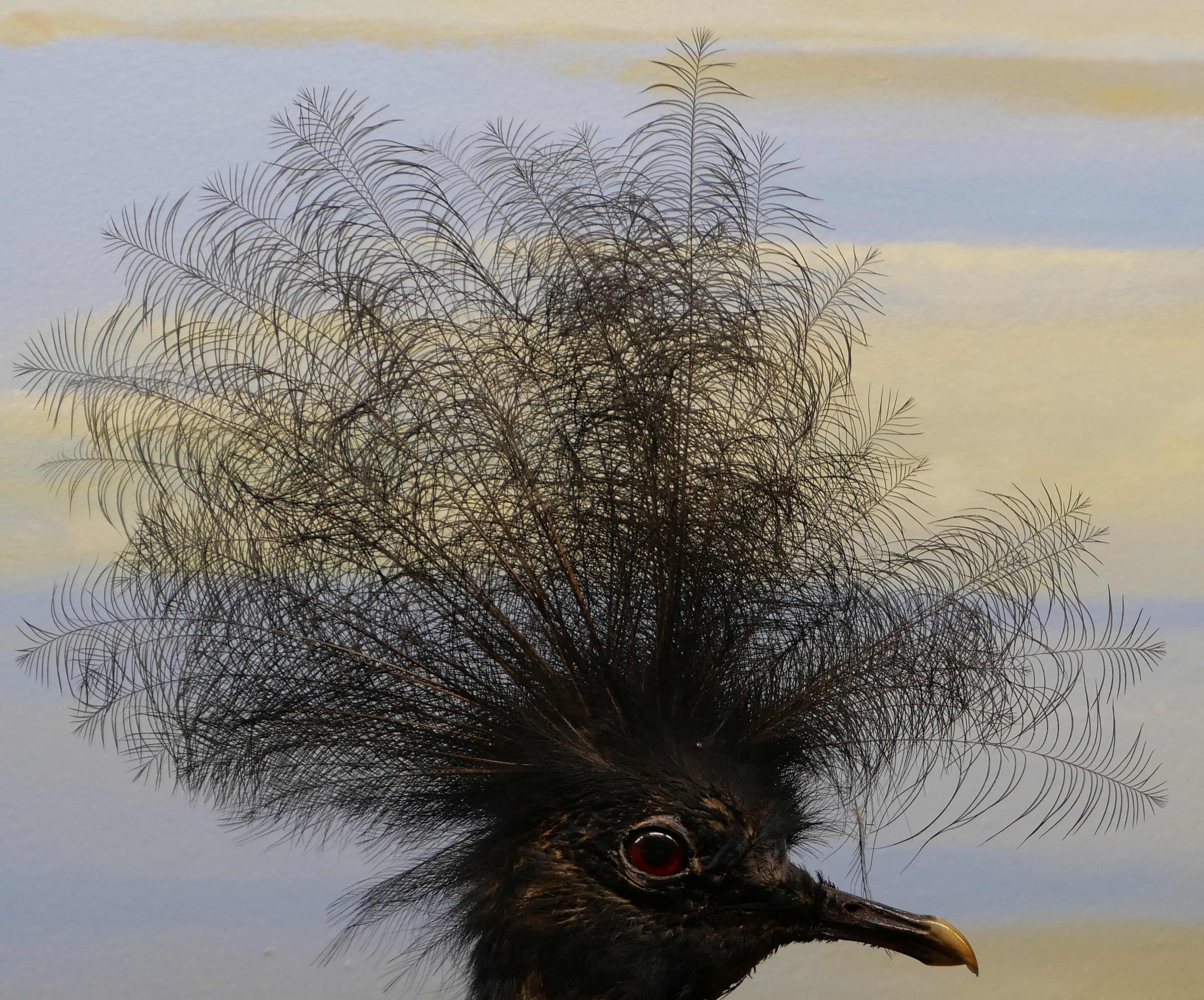
Un goura couronné au muséum d'histoire naturelle de Genève. Mai 2023.

Cet oiseau se distingue des deux autres espèces du genre par son ventre gris et la présence de marron sur le manteau et les couvertures alaires.

## Répartition
Cet oiseau peuple le nord-ouest de la Nouvelle-Guinée et les îles de Salawati (où il est commun), Batanta, Waigeo, Misool et Céram (où il a été introduit dans des temps immémoriaux comme gibier).

## Emblème
Le Goura couronné est l'oiseau national de la République de Papouasie occidentale.

## Comportement
Il habite dans les forêts et, pour se nourrir, il cherche les fruits tombés des arbres.
Il vole très peu, uniquement pour rejoindre son nid, dormir sur les branches des arbres et se sauver en cas de danger.
Pendant la période de reproduction, le mâle déploie une belle huppe de plumes en forme d'éventail pour séduire la femelle. Celle-ci ne pond qu'un seul œuf qu'elle dépose et couve dans un gros nid. Le poussin est nourri par ses parents.

## Référence
1. ↑  Helradica civica et militaria (nl + en)
2. 1 2  Oiseaux.net, « Goura couronné - Goura cristata - Western Crowned Pigeon », sur www.oiseaux.net